# Rui Pinto Duarte
Rui Pinto Duarte (* 30. Juli 1911 in Rio de Janeiro; † 5. Mai 1990 ebenda) war ein brasilianischer Moderner Fünfkämpfer.
Duarte, der für Fluminense startete, nahm an den Olympischen Sommerspielen 1936 in Berlin teil, wo er den 37. Rang belegte.
Er war Heeresoffizier im Rang eines Obersts.